# 灯架虎耳草
灯架虎耳草（学名：Saxifraga candelabrum）为虎耳草科虎耳草属下的一个种。

## 扩展阅读
- 維基物種上的相關：灯架虎耳草